# Hubert Procházka
Hubert Procházka (27. prosince 1930 Brno – 9. února 2017 Brno) byl český fyzik, skaut a politický vězeň z dob komunistického režimu v Československu.

## Život
Narodil se 27. prosince 1930 v Brně do lékařské rodiny. Jeho otce zastřelili v roce 1935. Následně se s matkou odstěhoval do Hradce Králové. Po dokončení gymnázia v padesátých letech nastoupil na studium medicíny na vysoké škole. V roce 1946 vstoupil do Československé strany národně socialistické (ČSNS). Rovněž aktivně působil ve skautské organizaci Junáku. Po únoru 1948 se zapojil do tisku a distribuce letáků. Rovněž pomáhal udržovat písemnou komunikaci mezi duchovními pronásledovanými režimem a obsluhoval rádiové spojení pro agenty Kontrašpionážního sboru. 4. ledna 1952 byl zatčen a posléze odsouzen k 11 letům vězení za velezradu a špionáž. Pracoval na jáchymovské třídírně uranu a v tamější vězeňské nemocnici. Ve vazbě se výrazně zhoršil jeho zdravotní zdrav. Na konci roku 1958 byl propuštěn na svobodu.